# Eurípedes Camargo
Eurípedes Pedro Camargo (Ceres, 9 de novembro de 1950) é um político brasileiro. Filiado ao PT, foi senador pelo Distrito Federal durante a licença do titular Cristovam Buarque e deputado distrital do Distrito Federal.

## Carreira política
Começou a carreira política ao ser eleito deputado distrital pelo PT em 1990.
Nas eleições de 2002, elegeu-se suplente de senador na chapa encabeçada de Cristovam Buarque.
Assumiu o mandato de senador da República em 5 de fevereiro de 2003 em virtude à nomeação de Cristovam Buarque ao Ministério da Educação.
Em 24 de janeiro de 2004, com o retorno de Cristovam Buarque ao senado, Eurípedes volta a ser suplente de senador.